# Història de Corea del Nord

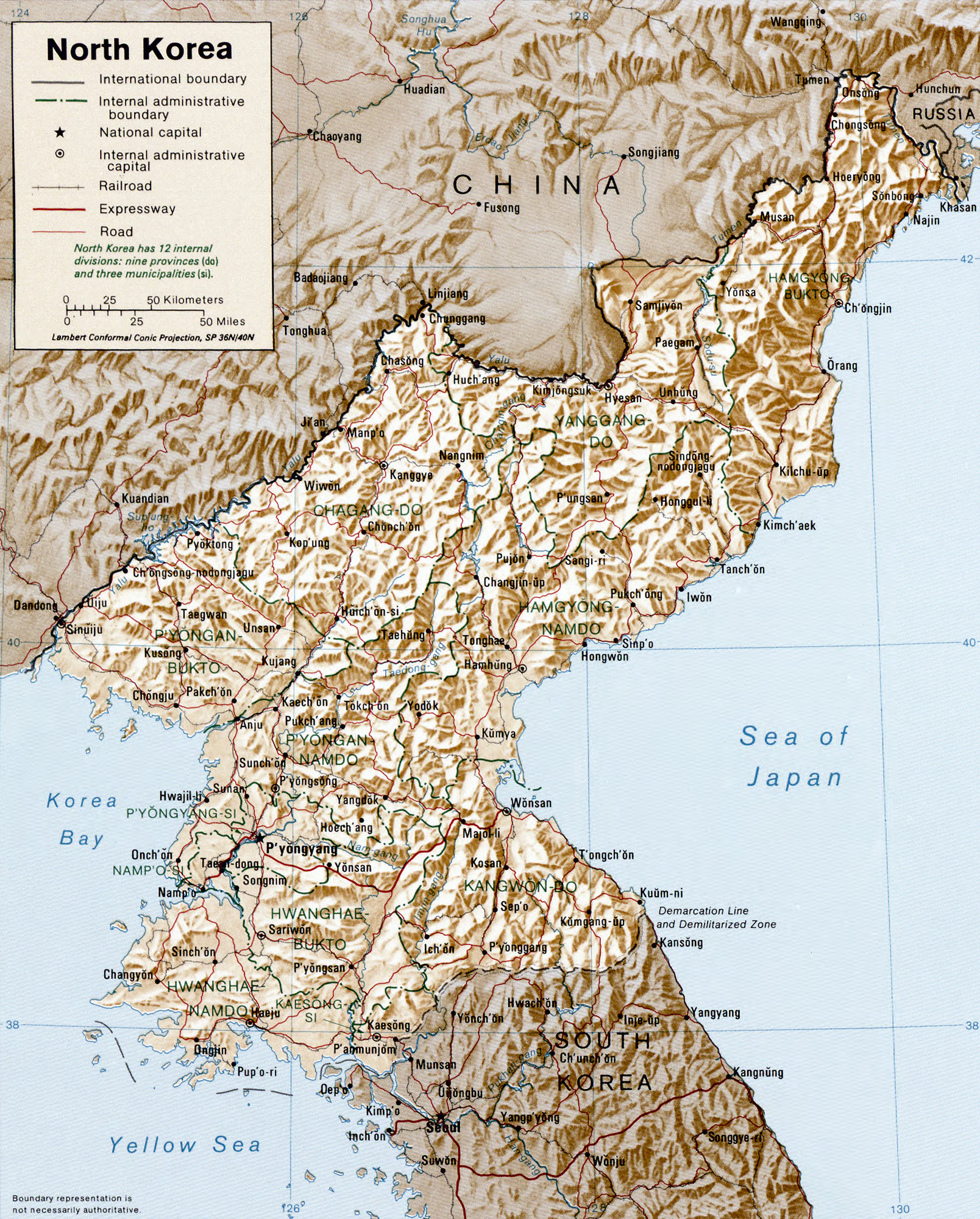
Corea del Nord

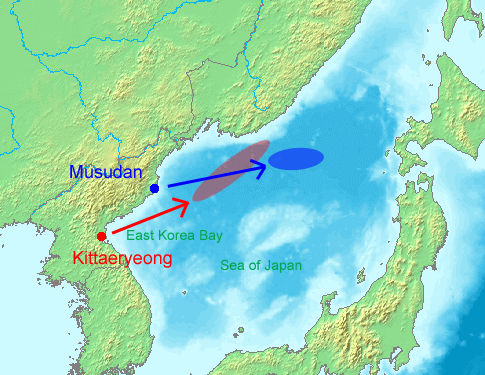
Rang d'acció dels míssils nuclears assajats per Corea del Nord el 2007.

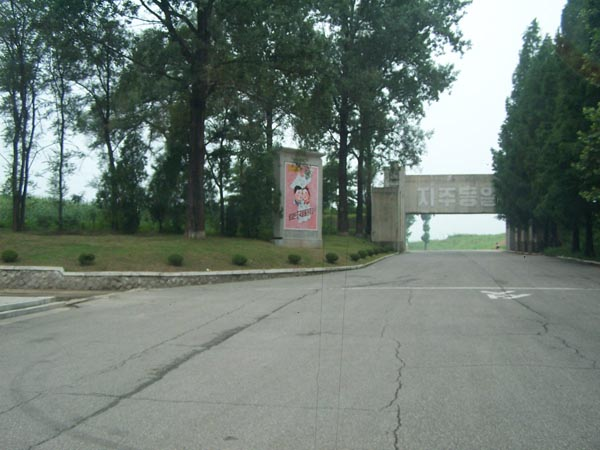
Zona Desmilitaritzada de Corea vista des del costat nord.

La història de Corea del Nord comença amb l'ocupació japonesa de Corea, que va acabar amb la finalització de la Segona Guerra Mundial l'any 1945. Corea va quedar dividida en dues parts pel paral·lel 38: la Unió de Repúbliques Socialistes Soviètiques (URSS) va prendre el control de la part Nord, i l'exèrcit dels Estats Units de la part Sud. Això va conduir al fet que el 1948 s'establissin dos governs independents al Nord i al Sud, cadascun reclamant la seva sobirania sobre la totalitat de Corea.
Les creixents tensions entre els governs del Nord i del Sud van desembocar en la Guerra de Corea quan el 25 de juny de 1950 l'exèrcit de Corea del Nord va creuar el paral·lel 38 (que actuava de frontera) i va atacar Corea del Sud. La guerra va continuar fins al 27 de juliol de 1953, quan el Comitè de l'Organització de les Nacions Unides (ONU), els voluntaris de la República Popular Xina i Corea del Nord van signar l'armistici de la Guerra de Corea. Una zona desmilitaritzada va ser establerta per a separar als dos països.
Corea del Nord va ser dirigida des de 1948 per Kim Il-sung fins a la seva mort el 8 de juliol de 1994, sent succeït pel seu fill Kim Jong-il, nomenat com a successor el 1974 i que el 8 d'octubre de 1997 fou nomenat Secretari General del Partit dels Treballadors Coreans. L'any 1998 va ser nomenat President de la Comissió Nacional de Defensa i la seva posició va ser declarada com "el càrrec més alt de l'Estat". Generalment les relacions internacionals van millorar. Fins i tot hi va haver una cimera Nord-Sud històrica al juny de 2000. No obstant això, les tensions han tornat a fer-se visibles amb la represa per part de Corea del Nord del seu programa d'armes nuclears.
Durant el mandat de Kim Jong-il a la fi de la dècada dels anys 1990, l'economia del país va descendir considerablement i l'escassetat d'aliments es va fer evident en nombroses àrees. Segons algunes organitzacions d'ajuda, un desconegut però gran nombre de persones van morir a conseqüència de la fam, intensificada per un col·lapse en el sistema de distribució de menjar. Nombrosos norcoreans van penetrar il·legalment a la Xina a la recerca d'aliments. Corea del Nord és un dels llocs més aïllats del món, amb severes restriccions a l'entrada i sortida del país. La premsa és controlada per l'Estat i per organitzacions de masses, i la ideologia Juche, que consisteix en no dependre dels altres, és l'oficial del govern.
Kim Jong-il va morir als 69 anys a Pyongyang el 17 de desembre de 2011 a causa de fatiga mental i física, sent notificat a la televisió estatal nord-coreana dos dies després del decés, i després de la mort del seu pare, Kim Jong-un fou anunciat com a "Gran Successor" per la televisió estatal nord-coreana.
En els últims anys, el seu programa nuclear ha generat controvèrsia entre els estats nuclears, particularment Estats Units, pels objectius del seu desenvolupament militar. Mentre que el govern norcoreà argumenta que el desenvolupament d'armament nuclear té una finalitat dissuasiva i d'eventual defensa, l'administració nord-americana i la Unió Europea consideren il·legal la tinença de material bèl·lic atòmic per part de Corea del Nord.

## Divisió de Corea
L'ocupació militar japonesa de Corea va acabar amb la fi de la Segona Guerra Mundial i la rendició del Japó, anunciada el 15 d'agost de 1945. El 8 d'agost la Unió Soviètica va trencar el pacte de no-agressió que havia signat amb el Japó a l'abril de 1941 i va procedir a l'ocupació de Manxúria, Corea i les illes de Sakhalin i Kurils. El 10 d'agost el govern nord-americà, que en aquell moment no disposava de tropes desplegades a la península, va ordenar que delimitessin dues zones d'ocupació i triar arbitràriament una demarcació al llarg del paral·lel 38, que va ser acceptada immediatament pels soviètics.
Després de tres anys en què van fracassar diversos projectes d'unificació, el 15 d'agost de 1948 els nord-americans van crear la República de Corea al sud, presidida per Syngman Rhee, un veterà polític exiliat a Hawaii i opositor a la invasió japonesa de Corea. En resposta, els russos van reconèixer el 9 de setembre la República Popular Democràtica de Corea, amb un govern encapçalat per Kim Il-sung, que havia lluitat des de 1932 contra els japonesos, que el consideraven un dels líders guerrillers coreans més populars i perillosos.
El govern del nord va adoptar una forma autocràtica i el del sud va iniciar la repressió de la guerrilla procomunista i d'altres moviments d'esquerra, però tots dos règims, un cop retirades les forces ocupants, aspiraven per igual a unificar el país sota el seu comandament. Es van succeir les provocacions frontereres i tant Rhee com Kim-Il-sung van sol·licitar suport per a una invasió, però nord-americans i soviètics es van negar a concedir-los suport en primera instància, encara que finalment Stalin li va prestar al líder nord-coreà un suport limitat i condicionat a l'acceptació de Mao. Mao va reaccionar amb prudència i li va demanar a Stalin la confirmació de la versió de Kim, mentre que aquest va ordenar que s'exclogués als xinesos de qualsevol planificació militar, el que incloïa ocultar-los la mateixa data de l'atac.

## Guerra de Corea

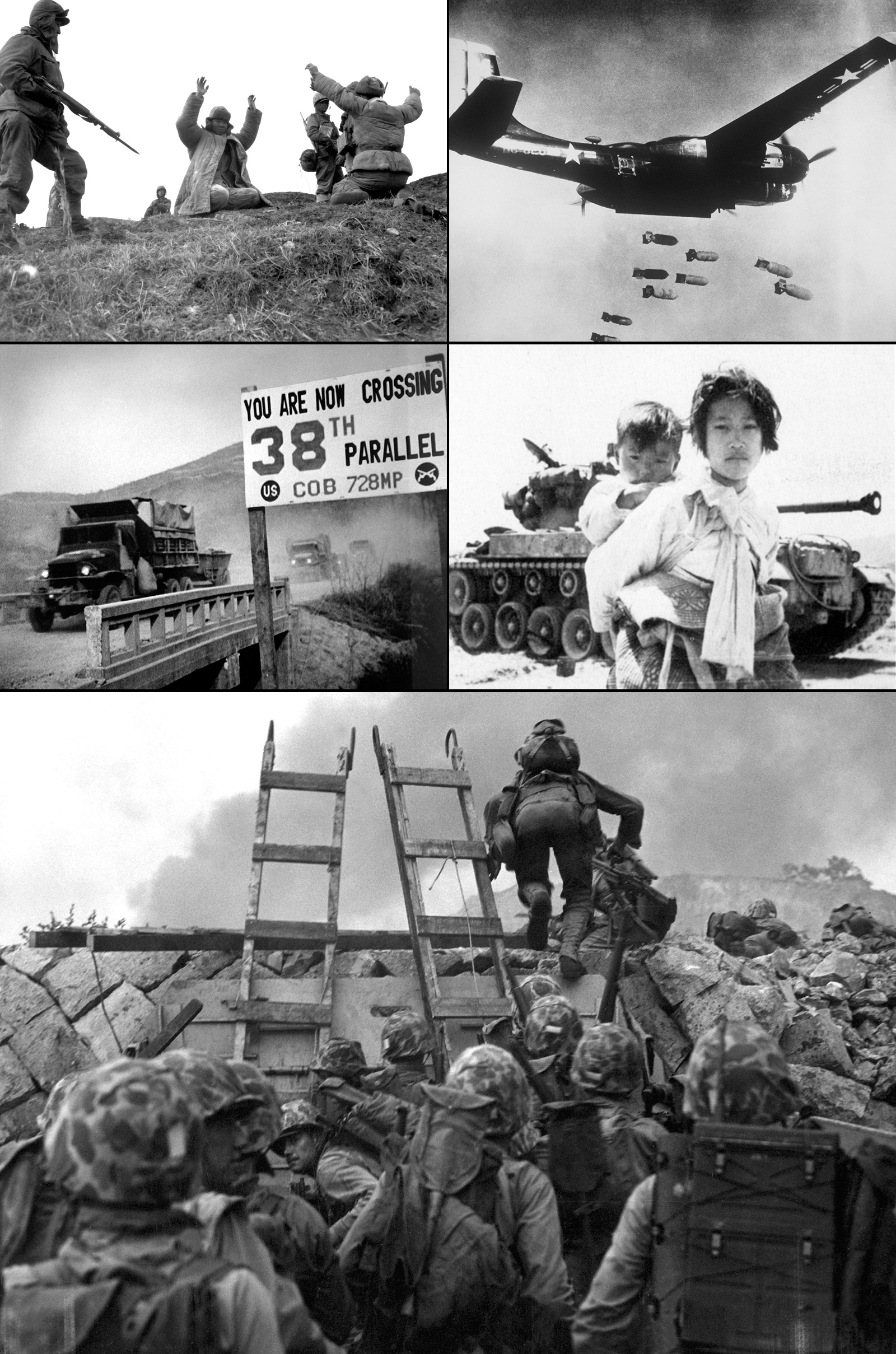
Guerra de Corea, esdevinguda entre 1950 i 1953. El Tractat de no-agressió que va finalitzar el conflicte, va deixar de ser vàlid l'11 de març de 2013.

La Guerra de Corea va esclatar finalment quan, a la matinada del 25 de juny de 1950, L'Exèrcit Popular de Corea va travessar la frontera del paral·lel 38 i va arribar en només tres dies a les portes de Seül. Els nord-americans van aconseguir que s'aprovés el 27 de juny, gràcies al fet que l'URSS no va exercir el seu dret de veto, una resolució del Consell de Seguretat de les Nacions Unides en suport a la intervenció militar internacional, encara que no van poder evitar l'avanç dels nord-coreans, que a finals d'agost dominaven gairebé la totalitat de la península. No obstant això, després del desembarcament d'Inchon, el 15 de setembre, després de les línies del cansat exèrcit del nord, els nord-americans van avançar ràpidament i van prendre Seül el dia 26 i Pyongyang el 19 d'octubre, el mateix dia que Mao va decidir intervenir directament. L'«Exèrcit de Voluntaris del Poble Xinès», dirigit per Peng Dehuai, va infligir inicialment greus derrotes als nord-americans (fins al punt que MacArthur va arribar a proposar la utilització d'armes nuclears) i va recuperar Seül el 4 de gener de 1951. Un mes després els nord-americans van contraatacar, van recuperar Seül i van avançar cap al paral·lel 38, al voltant del qual van construir una línia fortificada de defensa. La guerra va entrar llavors en una fase d'estancament, tot i que van prosseguir els bombardejos intensius sobre Corea del Nord, fins que el 27 de juliol de 1953 es va signar a Panmunjom un armistici, que va restaurar la frontera del paral·lel 38 anterior a la guerra, si bé no va concloure en un tractat de pau definitiu.

## Armistici
Les negociacions de l'armistici, iniciades al juliol de 1951, van concloure finalment el 27 d'aquest mes de 1953 a Panmunjeom, a l'actual zona desmilitaritzada de Corea (ZDM). L'acord d'armistici va ser signat per l'exèrcit nord-coreà, voluntaris populars xinesos i els Estats Units i la República de Corea recolzats pel Comando de les Nacions Unides. No s'ha signat un tractat de pau fins ara.

## Dinastia comunista

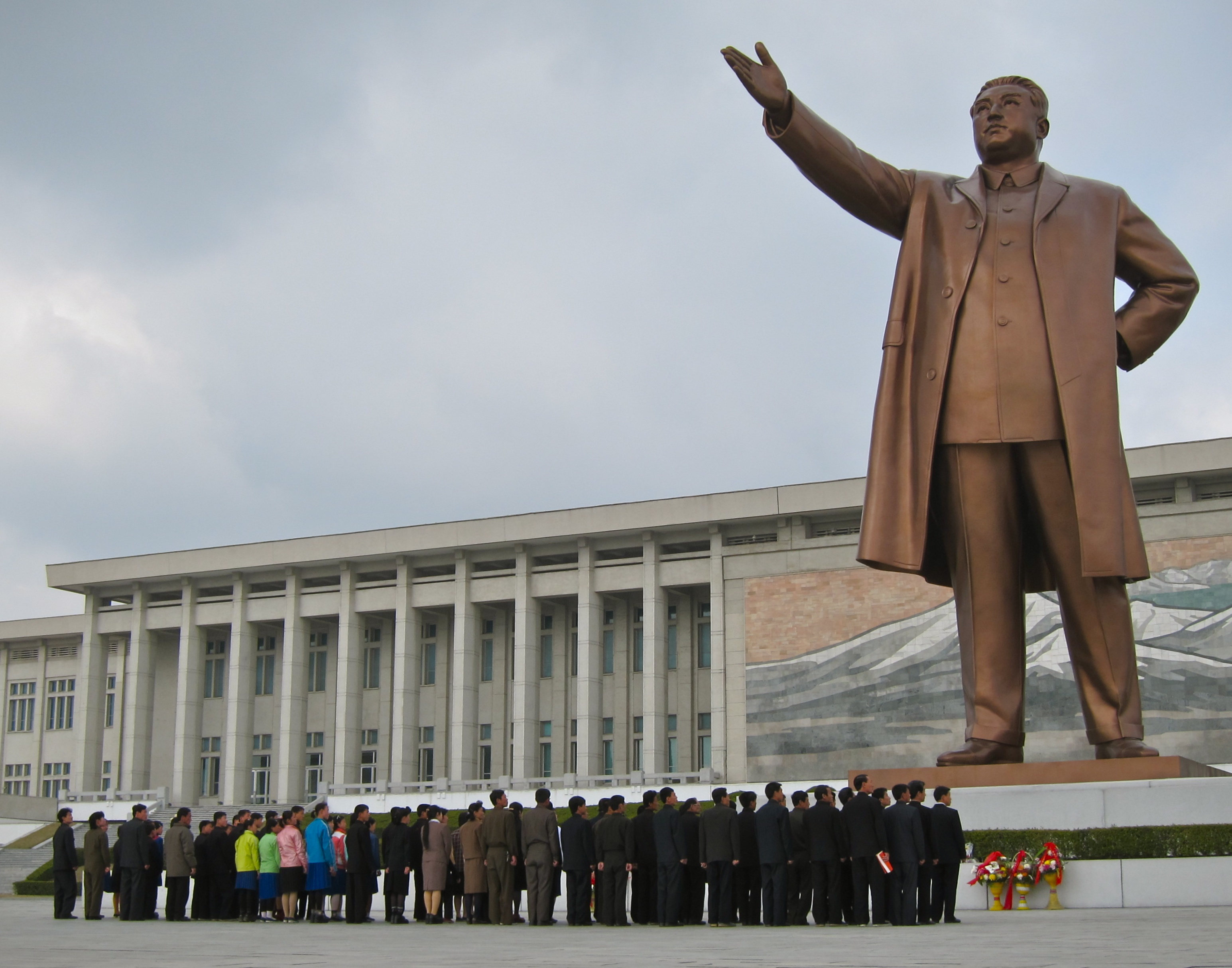
Estàtua de Kim Il-Sung a Mansudae.

Corea del Nord va ser dirigida per Kim Il-Sung des de 1948 fins a la seva mort, el 8 de juliol de 1994. Després, el 8 d'octubre de 1997, el seu fill Kim Jong-il va ser escollit per l'Assemblea Popular Suprema com a Secretari General del Partit del Treball de Corea i el 1998 com a president de la Comissió Nacional de Defensa i la seva posició va ser declarada com «el càrrec més alt de l'Estat», després d'una reforma de la Constitució del país, elaborada el 1972, deixant el càrrec de President vacant en record a la memòria de Kim Il-sung.
Generalment, les relacions internacionals van millorar, com durant el govern de Bill Clinton. Fins i tot hi va haver una cimera històrica entre Seül i Pyongyang al juny de 2000.
Més tard, el 2008, el llavors president dels Estats Units George Walker Bush va canviar les seves polítiques davant Corea del Nord, demanant el desarmament i la suspensió del seu programa d'armes nuclears; per la seva banda Pyongyang va demanar a canvi d'això esborrar el seu país de la llista negra del terrorisme i que els Estats Units li subministrés combustible i energia.

## Fam

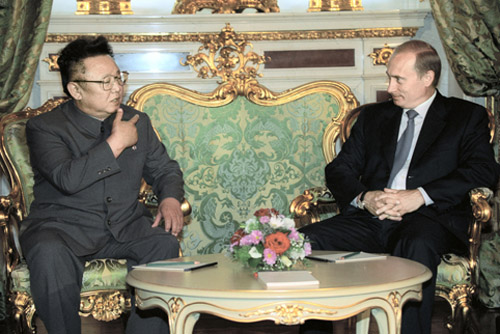
Kim Jong-il amb el primer ministre rus Vladímir Putin.

Durant el mandat de Kim Jong-il a la fi de la dècada dels anys 90, l'economia del país va descendir considerablement i l'escassetat de menjar es va fer evident a nombroses àrees. Segons algunes organitzacions humanitàries, un desconegut però gran nombre de persones (algunes xifren el nombre entorn dels tres milions; The Economist va estimar que entre 600.000 i 1.000.000) van morir a conseqüència de la fam nord-coreana que va patir el país entre 1995 i 1998, intensificada per un col·lapse en el sistema de distribució de menjar. Nombrosos nord-coreans van entrar il·legalment a la Xina a la recerca d'aliments. Corea del Nord és un dels llocs més aïllats del món, amb severes restriccions a l'entrada o sortida de persones del país. La premsa està controlada per l'Estat i les organitzacions de masses, que es regeixen sota els principis de la idea Juche, una interpretació coreana del socialisme.
El 17 de desembre de 2011 el líder suprem Kim Jong-il va morir mentre realitzava un viatge en tren. El seu fill, el jove Kim Jong-un, que va ser designat hereu del govern el 28 de setembre de 2010, va assumir les tasques de cap de l'Estat.

## Crisi a Corea del 2013

Abast probable dels míssils nord-coreans.

La crisi a Corea del 2013 es va desencadenar al febrer del 2013, a causa d'una prova nuclear realitzada per part de Corea del Nord en resposta a la resolució 2087 del Consell de Seguretat de l'ONU sol·licitada pels Estats Units, que la va sancionar pel llançament del satèl·lit Kwangmyongsong-3
La prova nuclear va portar als Estats Units a sol·licitar novament al Consell de Seguretat l'aplicació de més sancions contra el govern nord-coreà, el que es va produir a través de la resolució 2094. Dies després, Corea del Sud i Estats Units van anunciar que es reforçarien les maniobres militars conjuntes que porten a terme anualment. En resposta a aquestes maniobres, Corea del Nord va anul·lar el pacte de no-agressió que mantenia amb Corea del Sud i va tallar les línies de comunicació directes amb el seu veí.
El 29 de març, dos bombarders B-2A nord-americans amb capacitat nuclear van llançar projectils davant del mar de Corea. el que va ser considerat per Pyongyang com l'inici de la guerra contra la seva nació. El 30 de març, Corea del Nord va anunciar que entrava en «estat de guerra».
Des de la finalització de la Guerra de Corea amb un armistici el 1953, la tensió a la península coreana mai no ha desaparegut, a causa de la successió de diversos moviments militars a banda i banda de la frontera i en els mars adjacents per part dels dos països i la resta de potències regionals.